# Тихонов Віктор Васильович (1988)
Віктор Васильович Тихонов (рос. Виктор Васильевич Тихонов; 12 травня 1988, м. Рига, СРСР) — російський хокеїст, центральний нападник. Виступає за «Чикаго Блекгокс» у Національній хокейній лізі (НХЛ).
Вихованець хокейної школи ЦСКА (Москва). Виступав за ХК «Дмитров», «Сєвєрсталь» (Череповець), «Фінікс Койотс», «Сан-Антоніо Ремпідж» (АХЛ), «Алмаз» (Череповець), СКА (Санкт-Петербург). 
В чемпіонатах НХЛ — 111 матчів (11+11), у турнірах Кубка Стенлі — 0 матчів (0+0).
У складі національної збірної Росії учасник зимових Олімпійських ігор 2014 (2 матчі, 0+1); учасник чемпіонатів світу 2014 і 2015 (20 матчів, 9+10). У складі молодіжної збірної Росії учасник чемпіонату світу 2008. 
Дід: Віктор Тихонов, батько: Василь Тихонов.
Досягнення
- Чемпіон світу (2014), срібний призер (2015)
- Володар Кубка Гагаріна (2015)
- Бронзовий призер молодіжного чемпіонату світу (2008)

Нагороди
- Найкращий нападник чемпіонату світу (2014)
- Найкращий бомбардир чемпіонату світу (2014) — 16 очок.
- Найкращий нападник молодіжного чемпіонату світу (2008)